# 內閣府特命擔當大臣
内閣府特命担当大臣（日语：／ Naikaku-fu tokumei tantō daijin，英语：Minister of State for Special Missions）是日本内閣府为了解决内阁中某些无国务大臣负责的事务而在2001年中央省厅再编之后设立的职务，正式名称为“内閣府特命担当大臣（○○担当）”（“○○”为具体负责的事务）。
内閣府特命担当大臣一般是为一个时期之内的国政要事而设立，设置人数不确定；但根据《內閣府設置法》规定，冲绳及北方对策担当、金融擔當以及消費者及食品安全擔當三名大臣为每届内阁必须设立之职务（《內閣府設置法》第10條、第11條、第11條之2）。
與內閣擔當大臣不同，依據《内閣府設置法》第12條，對於自身所掌事務相關行政機關，內閣府特命擔當大臣可要求提出資料與說明、以及提議權。

## 任命
制度成立後至第1次小泉第1次改造內閣為止是兩階段任命、補職。官方公報以直式書寫。
```
　　　　　　　　　　　　氏　　　名
　国務大臣に任命する
　　　　　　　国務大臣　氏　　　名
　金融担当大臣を命ずる

```

2003年9月22日第1次小泉第2次改造內閣起改為三階段形式。
```
　　　　　　　　　　　　氏　　　名
　国務大臣に任命する
　　　　　　　国務大臣　氏　　　名
　内閣府特命担当大臣を命ずる
　　内閣府特命担当大臣　氏　　　名
　金融を担当させる

```

在「內閣府特命擔當大臣」稱呼統一化以前，也稱作「○○擔當大臣」，現在電視、新聞等報導與國會審議直播時，比起正式的「內閣府特命擔當大臣（○○擔當）」，媒體也傾向與使用字數較短的「○○擔當大臣」（例：內閣府特命擔當大臣（金融擔當）→金融擔當大臣）。也有更簡略的「○○大臣」、「○○相」（例：內閣府特命擔當大臣（行政刷新擔當）→行政刷新大臣、行政刷新相）。此外，中央省廳再編前的《中央省廳等改革基本法》（第11條及別表第1）將內閣府特命擔當大臣暫時稱為「擔當大臣」。

## 法令對於職名的簡稱
在法令中，在內閣府特命擔當大臣所屬之特定領域中，有時會將其簡稱為「○○擔當大臣」，這不僅只是簡稱，也具有正式名稱的含意。例如，政府文宣、各審議會答辯、各府省官方網站等會以「男女共同參與擔當大臣」這種以其職務內容表示。而法令中的官職，因代表其法律地位，須以《內閣法》等行政組織相關法律為依據，不能使用「男女共同參與擔當大臣」。

### 簡稱實例
- 經濟財政政策擔當大臣（《內閣府設置法》第3章第3節第2款第2目、《日本銀行法（日语：日本銀行法）》第19條等）
- 科學技術政策擔當大臣（日语：内閣府特命担当大臣（科学技術政策担当））（《內閣府設置法》第3章第3節第2款第3目）
- 防災擔當大臣（日语：内閣府特命担当大臣（防災担当））（《災害對策基本法（日语：災害対策基本法）》第2章第1節）
- 食育擔當大臣（《食育基本法》第29條）

### 各內閣的內閣府特命擔當大臣變遷（平成）
|                  | 沖 繩 及 北 方 對 策 | 金 融              | 食 品 安 全        | 消 費 者 及 食 品 安 全 | 男 女 共 同 參 與  | 少 子 化 對 策     | 少 子 化 、 男 女 共 同 參 與 | 青 少 年 育 成 及 少 子 化 對 策 | 經 濟 財 政 策     | 科 學 技 術 政 策  | 宇 宙 政 策        | 防 災              | 規 制 改 革        | 產 業 再 生 機 構  | 個 人 情 報 保 護  | 新 公 共           | 地 方 分 權 改 革  | 國 家 戰 略 特 別 區 域 | 地 方 創 生        | 地 域 主 權 推 進  | 行 政 刷 新        | 原 子 力 損 害 賠 償 支 援 機 構 | 原 子 力 損 害 賠 償 、 廢 爐 等 支 援 機 構 | 原 子 力 行 政     | 原 子 力 防 災     |
| 內閣             | 特命擔當大臣         | 特命擔當大臣       | 特命擔當大臣       | 特命擔當大臣            | 特命擔當大臣       | 特命擔當大臣       | 特命擔當大臣                  | 特命擔當大臣                     | 特命擔當大臣       | 特命擔當大臣       | 特命擔當大臣       | 特命擔當大臣       | 特命擔當大臣       | 特命擔當大臣       | 特命擔當大臣       | 特命擔當大臣       | 特命擔當大臣       | 特命擔當大臣            | 特命擔當大臣       | 特命擔當大臣       | 特命擔當大臣       | 特命擔當大臣                     | 特命擔當大臣                                 | 特命擔當大臣       | 特命擔當大臣       |
| ---------------- | -------------------- | ------------------ | ------------------ | ----------------------- | ------------------ | ------------------ | ----------------------------- | -------------------------------- | ------------------ | ------------------ | ------------------ | ------------------ | ------------------ | ------------------ | ------------------ | ------------------ | ------------------ | ----------------------- | ------------------ | ------------------ | ------------------ | -------------------------------- | -------------------------------------------- | ------------------ | ------------------ |
| 森2改 （再編後） | 橋本                 | 柳澤               | (村井)             | ／                      | 福田               | ／                 | ／                            | ／                               | 額賀 麻生          | 笹川               | ／                 | 伊吹               | 橋本               | ／                 | ／                 | ／                 | ／                 | ／                      | ／                 | ／                 | ／                 | ／                               | ／                                           | ／                 | ／                 |
| 小泉1            | 尾身                 | 柳澤               | (谷垣)             | ／                      | 福田               | ／                 | ／                            | ／                               | 竹中平蔵           | 尾身               | ／                 | 村井               | 石原               | ／                 | ／                 | ／                 | ／                 | ／                      | ／                 | ／                 | ／                 | ／                               | ／                                           | ／                 | ／                 |
| 小泉1改1         | 細田                 | 竹中               | 谷垣               | ／                      | 福田               | ／                 | ／                            | ／                               | 竹中平蔵           | 細田               | ／                 | 鴻池               | 石原               | 谷垣               | 細田               | ／                 | ／                 | ／                      | ／                 | ／                 | ／                 | ／                               | ／                                           | ／                 | ／                 |
| 內閣             | 內閣府特命擔當大臣   | 內閣府特命擔當大臣 | 內閣府特命擔當大臣 | 內閣府特命擔當大臣      | 內閣府特命擔當大臣 | 內閣府特命擔當大臣 | 內閣府特命擔當大臣            | 內閣府特命擔當大臣               | 內閣府特命擔當大臣 | 內閣府特命擔當大臣 | 內閣府特命擔當大臣 | 內閣府特命擔當大臣 | 內閣府特命擔當大臣 | 內閣府特命擔當大臣 | 內閣府特命擔當大臣 | 內閣府特命擔當大臣 | 內閣府特命擔當大臣 | 內閣府特命擔當大臣      | 內閣府特命擔當大臣 | 內閣府特命擔當大臣 | 內閣府特命擔當大臣 | 內閣府特命擔當大臣               | 內閣府特命擔當大臣                           | 內閣府特命擔當大臣 | 內閣府特命擔當大臣 |
| 小泉1改2         | 茂木                 | 竹中               | 小野               | ／                      | 福田               | ／                 | ／                            | 小野                             | 竹中               | 茂木               | ／                 | 井上               | 金子               | 金子               | 茂木               | ／                 | ／                 | ／                      | ／                 | ／                 | ／ [ 注 3 ]        | ／                               | ／                                           | ／                 | ／                 |
| 小泉2            | 茂木                 | 竹中               | 小野               | ／                      | 福田 細田          | ／                 | ／                            | 小野                             | 竹中               | 茂木               | ／                 | 井上               | 金子               | 金子               | 茂木               | ／                 | ／                 | ／                      | ／                 | ／                 | ／ [ 注 3 ]        | ／                               | ／                                           | ／                 | ／                 |
| 小泉2改          | 小池                 | 伊藤               | 棚橋               | ／                      | 細田               | ／                 | ／                            | 南野                             | 竹中               | 棚橋               | ／                 | 村田               | 村上               | 村上               | ／                 | ／                 | ／                 | ／                      | ／                 | ／                 | ／ [ 注 3 ]        | ／                               | ／                                           | ／                 | ／                 |
| 小泉3            | 小池                 | 伊藤               | 棚橋               | ／                      | 細田               | ／                 | ／                            | 南野                             | 竹中               | 棚橋               | ／                 | 村田               | 村上               | 村上               | ／                 | ／                 | ／                 | ／                      | ／                 | ／                 | ／ [ 注 3 ]        | ／                               | ／                                           | ／                 | ／                 |
| 小泉3改          | 小池                 | 與謝野             | 松田               | ／                      | ／                 | ／                 | 豬口                          | ／                               | 與謝野             | 松田               | ／                 | 沓掛               | 中馬               | ／                 | ／                 | ／                 | ／                 | ／                      | ／                 | ／                 | ／ [ 注 3 ]        | ／                               | ／                                           | ／                 | ／                 |
| 安倍1            | 高市                 | 山本有             | 高市               | ／                      | ／                 | ／                 | 高市                          | ／                               | 大田               | 高市               | ／                 | 溝手               | 佐田 渡邊          | ／                 | ／                 | ／                 | 菅義               | ／                      | ／                 | ／                 | ／ [ 注 3 ]        | ／                               | ／                                           | ／                 | ／                 |
| 安倍1改          | 岸田                 | 渡邊               | 泉                 | ／                      | 上川               | 上川               | ／                            | ／                               | 大田               | 岸田               | ／                 | 泉                 | 岸田               | ／                 | ／                 | ／                 | 增田               | ／                      | ／                 | ／                 | ／ [ 注 3 ]        | ／                               | ／                                           | ／                 | ／                 |
| 福田康           | 岸田                 | 渡邊               | 泉                 | ／                      | 上川               | 上川               | ／                            | ／                               | 大田               | 岸田               | (岸田)             | 泉                 | 岸田               | ／                 | ／                 | ／                 | 增田               | ／                      | ／                 | ／                 | ／ [ 注 3 ]        | ／                               | ／                                           | ／                 | ／                 |
| 福田康改         | 林幹                 | 茂木               | 野田聖             | ／                      | 中山               | 中山               | ／                            | ／                               | 與謝野             | 野田聖             | (野田聖)           | 林幹               | 與謝野             | ／                 | ／                 | ／                 | 增田               | ／                      | ／                 | ／                 | ／ [ 注 3 ]        | ／                               | ／                                           | ／                 | ／                 |
| 麻生             | 佐藤 林幹            | 中川昭 與謝野      | 野田聖             | ／                      | 小渕               | 小渕               | ／                            | ／                               | 與謝野 林芳        | 野田聖             | ／                 | 佐藤 林幹          | 甘利               | ／                 | ／                 | ／                 | 鳩山邦 佐藤        | ／                      | ／                 | ／                 | ／ [ 注 3 ]        | ／                               | ／                                           | ／                 | ／                 |
| 鳩山由           | 前原                 | 龜井               | ／                 | 福島 (平野博)           | 福島 (平野博)      | 福島 (平野博)      | ／                            | ／                               | 菅直               | 菅直 川端          | ／                 | 前原 中井          | ／                 | ／                 | ／                 | 仙谷               | ／                 | ／                      | ／                 | 原口               | 仙谷 枝野          | ／                               | ／                                           | ／                 | ／                 |
| 菅直             | 前原                 | 亀井 (仙谷) 自見   | ／                 | 荒井                    | 玄葉               | 玄葉               | ／                            | ／                               | 荒井               | 川端               | ／                 | 中井               | ／                 | ／                 | ／                 | 玄葉               | ／                 | ／                      | ／                 | 原口               | 蓮舫               | ／                               | ／                                           | ／                 | ／                 |
| 菅直改1          | 馬渕                 | 自見               | ／                 | 岡崎                    | 岡崎               | 岡崎               | ／                            | ／                               | 海江田             | 海江田             | (海江田)           | 松本龍             | ／                 | ／                 | ／                 | 玄葉               | ／                 | ／                      | ／                 | 片山               | 蓮舫               | ／                               | ／                                           | ／                 | ／                 |
| 菅直改2          | 枝野                 | 自見               | ／                 | 蓮舫 細野               | 與謝野             | 與謝野             | ／                            | ／                               | 與謝野             | 玄葉               | (玄葉)             | 松本龍 平野達      | ／                 | ／                 | ／                 | 玄葉               | ／                 | ／                      | ／                 | 片山               | 蓮舫 枝野          | 細野                             | ／                                           | ／                 | ／                 |
| 野田             | 川端                 | 自見               | ／                 | 山岡                    | 蓮舫               | 蓮舫               | ／                            | ／                               | 古川               | 古川               | (古川)             | 平野達             | ／                 | ／                 | ／                 | 蓮舫               | ／                 | ／                      | ／                 | 川端               | 蓮舫               | 細野 枝野                        | ／                                           | 細野               | ／                 |
| 野田改1          | 川端                 | 自見               | ／                 | 松原                    | 岡田 中川正        | 岡田 中川正 小宮山 | ／                            | ／                               | 古川               | 古川               | (古川)             | 平野達 中川正      | ／                 | ／                 | ／                 | 岡田 中川正        | ／                 | ／                      | ／                 | 川端               | 岡田               | 枝野                             | ／                                           | 細野               | ／                 |
| 野田改2          | 川端                 | 松下 (安住)        | ／                 | 松原                    | 中川正             | 小宮山             | ／                            | ／                               | 古川               | 古川               | (古川) 古川        | 中川正             | ／                 | ／                 | ／                 | 中川正             | ／                 | ／                      | ／                 | 川端               | 岡田               | 枝野                             | ／                                           | 細野               | 細野               |
| 野田改3          | 樽床                 | 中塚               | ／                 | 小平                    | 中塚               | 中塚               | ／                            | ／                               | 前原               | 前原               | 前原               | 下地               | ／                 | ／                 | ／                 | 中塚               | ／                 | ／                      | ／                 | 樽床               | 岡田               | 枝野                             | ／                                           | 前原               | 長濱               |
| 安倍2            | 山本一               | 麻生               | ／                 | 森                      | 森                 | 森                 | ／                            | ／                               | 甘利               | 山本一             | 山本一             | 古屋               | 稻田               | ／                 | ／                 | ／                 | 新藤               | 新藤                    | ／                 | ／                 | ／ [ 注 7 ]        | 茂木                             | 茂木                                         | ／                 | 石原               |
| 安倍2改          | 山口                 | 麻生               | ／                 | 有村                    | 有村               | 有村               | ／                            | ／                               | 甘利               | 山口               | 山口               | 山谷               | 有村               | ／                 | ／                 | ／                 | ／ [ 注 9 ]        | 石破                    | ／                 | ／                 | ／ [ 注 7 ]        | ／                               | 小渕 (高市) 宮澤                             | ／                 | 望月               |
| 安倍3            | 山口                 | 麻生               | ／                 | 山口                    | 有村               | 有村               | ／                            | ／                               | 甘利               | 山口               | 山口               | 山谷               | 有村               | ／                 | ／                 | ／                 | ／ [ 注 9 ]        | 石破                    | ／                 | ／                 | ／ [ 注 7 ]        | ／                               | 宮澤                                         | ／                 | 望月               |
| 安倍3改1         | 島尻                 | 麻生               | ／                 | 河野                    | 加藤               | 加藤               | ／                            | ／                               | 甘利 石原          | 島尻               | 島尻               | 河野               | 河野               | ／                 | ／                 | ／                 | ／ [ 注 9 ]        | ／                      | 石破               | ／                 | ／ [ 注 7 ]        | ／                               | 林幹                                         | ／                 | 丸川               |
| 安倍3改2         | 鶴保                 | 麻生               | ／                 | 松本純                  | 加藤               | 加藤               | ／                            | ／                               | 石原               | 鶴保               | 鶴保               | 松本純             | 山本幸             | ／                 | ／                 | ／                 | ／ [ 注 9 ]        | ／                      | 山本幸             | ／                 | ／ [ 注 7 ]        | ／                               | 世耕                                         | ／                 | 山本公             |
| 安倍3改3         | 江崎                 | 麻生               | ／                 | 江崎                    | 松山               | 松山               | ／                            | ／                               | 茂木               | 松山               | 松山               | 小此木             | 梶山               | ／                 | ／                 | ／                 | ／ [ 注 9 ]        | ／                      | 梶山               | ／                 | ／ [ 注 7 ]        | ／                               | 世耕                                         | ／                 | 中川雅             |
| 安倍4            | 江崎 福井            | 麻生               | ／                 | 江崎 福井               | 野田聖             | 松山               | ／                            | ／                               | 茂木               | 松山               | 松山               | 小此木             | 梶山               | ／                 | ／                 | ／                 | ／ [ 注 9 ]        | ／                      | 梶山               | ／                 | ／ [ 注 7 ]        | ／                               | 世耕                                         | ／                 | 中川雅             |
| 安倍4改1         | 宮腰                 | 麻生               | ／                 | 宮腰                    | 片山皋             | 宮腰               | ／                            | ／                               | 茂木               | 平井               | 平井               | 山本順             | 片山皋             | ／                 | ／                 | ／                 | ／ [ 注 9 ]        | ／                      | 片山皋             | ／                 | ／ [ 注 7 ]        | ／                               | 世耕                                         | ／                 | 原田               |
|                  | 沖 繩 及 北 方 對 策 | 金 融              | 食 品 安 全        | 消 費 者 及 食 品 安 全 | 男 女 共 同 參 與  | 少 子 化 對 策     | 少 子 化 、 男 女 共 同 參 與 | 青 少 年 育 成 及 少 子 化 對 策 | 經 濟 財 政 策     | 科 學 技 術 政 策  | 宇 宙 政 策        | 防 災              | 規 制 改 革        | 產 業 再 生 機 構  | 個 人 情 報 保 護  | 新 公 共           | 地 方 分 權 改 革  | 國 家 戰 略 特 別 區 域 | 地 方 創 生        | 地 域 主 權 推 進  | 行 政 刷 新        | 原 子 力 損 害 賠 償 支 援 機 構 | 原 子 力 損 害 賠 償 、 廢 爐 等 支 援 機 構 | 原 子 力 行 政     | 原 子 力 防 災     |

### 上述以外的內閣府特命擔當大臣（平成）

#### 2009年以前的自公連立政權
- 構造改革特區擔當大臣 - 鴻池祥肇（日语：鴻池祥肇）（第1次小泉改造1）
- 食育擔當大臣 - 棚橋泰文（日语：棚橋泰文）（第2次小泉改造→第3次小泉）
- 創新擔當大臣 - 高市早苗（第1次安倍）
- 再挑戰擔當大臣[注 10] - 岸田文雄（第1次安倍改造）
- 國民生活擔當大臣 - 岸田文雄（第1次安倍改造→福田（康））
- 消費者擔當大臣[注 11] - 野田聖子（麻生）

#### 2012年以後的自公連立政權
- 個人番號制度擔當大臣 - 高市早苗→野田聖子
- 酷日本戰略擔當大臣 - 鶴保庸介→松山政司
- 智慧財產戰略擔當大臣 - 鶴保庸介→松山政司
- 海洋政策擔當大臣 - 松本純→江崎鐵磨→福井照
- 綁架問題擔當大臣 - 加藤勝信

### 各內閣的內閣府特命擔當大臣變遷（令和）
| 安倍4改1 | 宮腰                 |                   | 麻生   | 宮腰                    | 宮腰           | 片山              |             |             | 茂木           |                   | 平井              | 平井        | 宮腰        | 山本   | 片山        | 石田              | 平井           | 平井              | 片山        | 世耕                                         | 原田           |
| 安倍4改2 | 衛藤                 | 衛藤              | 衛藤   | 橋本聖                  | 西村康         | 竹本              | 竹本        | 衛藤        | 武田           | 北村              | 高市              | 竹本        | 竹本        | 北村   | 菅原 梶山   | 小泉              |                |                   |             |                                              |                |
| 菅義     | 河野                 | 井上信            | 麻生   | 坂本                    | 西村康         | 橋本聖 丸川       | 井上信      | 井上信      | 小此木 棚橋    | 小此木 棚橋       | 河野              | 平井        | 井上信      | 井上信 | 坂本        | 小泉              | 梶山           |                   |             |                                              |                |
| 岸田1    | 西銘                 | 鈴木              | 若宮   | 野田聖                  | 野田聖         | 山際              | 小林        | 小林        | 二之湯         | 二之湯            | 牧島              | [ 注 13 ]   | 若宮        | 若宮   | 野田聖      | 萩生田            | 山口壮         |                   |             |                                              |                |
| 岸田2    | 西銘                 | 鈴木              | 若宮   | 野田聖                  | 野田聖         | 山際              | 小林        | 小林        | 二之湯         | 二之湯            | 牧島              | [ 注 13 ]   | 若宮        | 若宮   | 野田聖      | 萩生田            | 山口壮         | 小林              |             |                                              |                |
| 岸田2改1 | 岡田直               | 岡田直            | 河野   | 小倉                    | 小倉           | 小倉              | 小倉        | 山際 後藤   | 高市           | 高市              | 高市              | [ 注 13 ]   | 谷          | 谷     | 岡田直      | 岡田直            | 高市           | 岡田直            | 西村康      | 西村明                                       |                |
| 岸田2改2 | 自見英               | 自見英            | 自見英 | 加藤鮎                  | 加藤鮎         | 加藤鮎            | 加藤鮎      | 新藤        | 高市           | 高市              | 高市              | [ 注 13 ]   | 松村        | 松村   | 河野        | 高市              | 高市           | 自見英            | 西村康 齋藤 | 伊藤信                                       |                |
|          | 沖 繩 及 北 方 對 策 | 阿 伊 努 族 施 策 | 金 融  | 消 費 者 及 食 品 安 全 | 少 子 化 對 策 | 男 女 共 同 參 與 | 兒 童 政 策 | 青 年 活 躍 | 經 濟 財 政 策 | 經 濟 安 全 保 障 | 科 學 技 術 政 策 | 宇 宙 政 策 | 海 洋 政 策 | 防 災  | 規 制 改 革 | 個 人 番 號 制 度 | 酷 日 本 戰 略 | 智 慧 財 産 戦 略 | 地 方 創 生 | 原 子 力 損 害 賠 償 、 廢 爐 等 支 援 機 構 | 原 子 力 防 災 |

注釋
1. 1 2 3 4 5 6 7  内閣官房等特命緊急事項國務大臣，非內閣府特命擔當大臣
2. ↑  2003年4月10日產業再生機構成立以前擔任「產業再生機構（暫稱）擔當大臣」
3. ↑  第2次森內閣至麻生內閣的國務大臣「行政改革擔當大臣」（正式名稱依各政權有所不同）非內閣府特命擔當大臣。
4. 1 2 3 4 5  臨時事務代理
5. 1 2 3 4 5 6 7  內閣成立後新增設
6. ↑  2012年7月12日以後廢止，由「內閣府特命擔當大臣（宇宙政策擔當）」取代。
7. ↑  第2次安倍內閣以後廢止內閣府特命擔當大臣（行政刷新擔當），恢復「行政改革擔當大臣」。
8. ↑  2014年8月18日以後改稱「內閣府特命擔當大臣（原子力損害賠償、廢爐等支援機構擔當）」。
9. ↑  廢止「內閣府特命擔當大臣（地方分權改革擔當）」，設「地方創生擔當大臣」。初代地方創生擔當大臣由石破茂出任。
10. ↑  第1次安倍內閣及第2次安倍內閣以後設置「國務大臣（為構築再挑戰的可能社會推動綜合措施之企劃立案及行政各部所管事務調整）」。
11. ↑  2009年9月1日以前為「國務大臣（為了消費者行政統一、一元化推動的企劃立案及行政各部所管事務調整擔當）」
12. ↑  2021年9月1日撤銷「內閣府特命擔當大臣（個人番號制度擔當）」，新設「內閣府特命擔當大臣（個人資訊保護委員會擔當）（日语：内閣府特命担当大臣（個人情報保護委員会担当））」。
13. ↑  自2021年9月1日起，有關「個人番號制度」職責均移交專職數位大臣。